# Eric Lindros

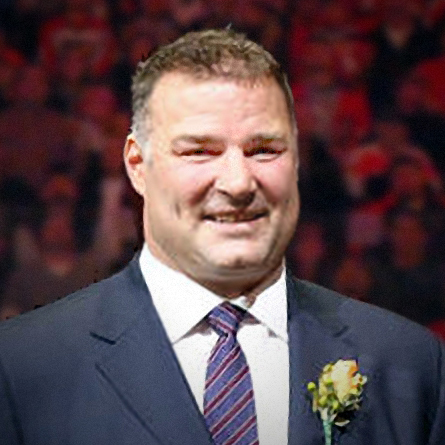

Eric Bryan Lindros (London (Ontario), 28 februari 1973) was een Canadese ijshockeyspeler in de National Hockey League. Hij is een voormalig nummer 1 draft pick en was ook jarenlang een van de absolute topspelers in de NHL. Zijn bijnaam was dan ook "The next one", een naam die verwijst naar "The Great One" Wayne Gretzky. Ondanks die naam en zijn talent, kwam hij bij lange na niet in de buurt van de erelijst van Gretzky. In het seizoen 2006-2007 speelde Lindros voor de Dallas Stars. Wegens veelvuldige blessures besloot hij in november 2007 om z'n schaatsen op te bergen.
Lindros is vooral bekend geworden doordat hij weigerde voor de Quebec Nordiques te spelen. Dit was het team dat hem "drafte". Lindros vond het echter zonde van zijn talent om bij een slecht team te spelen. Daarom werd hij nog voordat hij een NHL wedstrijd had gespeeld 'getraded' naar de Philadelphia Flyers in ruil voor Peter Forsberg, Ron Hextall, Chris Simon, Kerry Huffmann, Mike Ricci en Steve Duchesne. Velen verklaren door deze deal het succes van de Colorado Avalanche (opvolger van de Quebec Nordiques) in de late jaren negentig en het begin van deze eeuw. Zo wonnen de Avalanche 2 Stanley Cups in die periode terwijl de Flyers er niet één wonnen. De spelersruil wordt over het algemeen beschouwd als een van de slechtste uit de geschiedenis van de Philadelphia Flyers.
Lindros won in 1992 met de Canadese ploeg de zilveren olympische medaille. In 2002 werd Lindros in het hol van de leeuw olympisch kampioen.

## Carrière
| 1989-90    | Oshawa Generals     | OHL        | 25  | 17  | 19  | 36  | 61   | 17 | 18 | 18 | 36 | 76  |
| 1990-91    | Oshawa Generals     | OHL        | 57  | 71  | 78  | 149 | 189  | 16 | 18 | 20 | 38 | 93  |
| 1991-92    | Oshawa Generals     | OHL        | 13  | 9   | 22  | 31  | 54   | -- | -- | -- | -- | --  |
| 1992-93    | Philadelphia Flyers | NHL        | 61  | 41  | 34  | 75  | 147  | -- | -- | -- | -- | --  |
| 1993-94    | Philadelphia Flyers | NHL        | 65  | 44  | 53  | 97  | 103  | -- | -- | -- | -- | --  |
| 1994-95    | Philadelphia Flyers | NHL        | 46  | 29  | 41  | 70  | 60   | 12 | 4  | 11 | 15 | 18  |
| 1995-96    | Philadelphia Flyers | NHL        | 73  | 47  | 68  | 115 | 163  | 12 | 6  | 6  | 12 | 43  |
| 1996-97    | Philadelphia Flyers | NHL        | 52  | 32  | 47  | 79  | 136  | 19 | 12 | 14 | 26 | 40  |
| 1997-98    | Philadelphia Flyers | NHL        | 63  | 30  | 41  | 71  | 134  | 5  | 1  | 2  | 3  | 17  |
| 1998-99    | Philadelphia Flyers | NHL        | 71  | 40  | 53  | 93  | 120  | -- | -- | -- | -- | --  |
| 1999-00    | Philadelphia Flyers | NHL        | 55  | 27  | 32  | 59  | 83   | 2  | 1  | 0  | 1  | 0   |
| 2001-02    | New York Rangers    | NHL        | 72  | 37  | 36  | 73  | 138  | -- | -- | -- | -- | --  |
| 2002-03    | New York Rangers    | NHL        | 81  | 19  | 34  | 53  | 141  | -- | -- | -- | -- | --  |
| 2003-04    | New York Rangers    | NHL        | 39  | 10  | 22  | 32  | 60   | -- | -- | -- | -- | --  |
| 2005-06    | Toronto Maple Leafs | NHL        | 33  | 11  | 11  | 22  | 43   | -- | -- | -- | -- | --  |
| 2006-07    | Dallas Stars        | NHL        | 49  | 5   | 21  | 26  | 70   | 3  | -- | -- | -- | 4   |
| NHL Totals | NHL Totals          | NHL Totals | 760 | 372 | 493 | 865 | 1398 | 53 | 24 | 33 | 57 | 122 |